# تورره پالاویچینا
تورره پالاویچینا (به ایتالیایی: Torre Pallavicina) یک کومونه در ایتالیا است که در استان برگامو واقع شده‌است. تورره پالاویچینا ۱۰٫۳ کیلومتر مربع مساحت و ۱٬۰۹۳ نفر جمعیت دارد و ۹۵ متر بالاتر از سطح دریا واقع شده‌است.